# Anomotachys
Anomotachys is een geslacht van kevers uit de familie van de loopkevers (Carabidae). De wetenschappelijke naam van het geslacht is voor het eerst geldig gepubliceerd in 1946 door Jeannel.

## Soorten
Het geslacht Anomotachys omvat de volgende soorten:
- Anomotachys acaroides (Motschulsky, 1859)
- Anomotachys curtus Jeannel, 1946
- Anomotachys cyrtonotus Jeannel, 1946